# Kurt Diemberger
Piolets d'or
Kurt Diemberger, né le 16 mars 1932 à Villach (Carinthie), est un alpiniste, photographe, réalisateur et écrivain autrichien.
Il est l'un des deux seuls alpinistes, avec Hermann Buhl, ayant réussi une première ascension sur deux sommets de plus de huit mille mètres.
En 1978, il accompagne la première expédition française qui réussit à gravir l'Everest en compagnie des Français Jean Afanassieff, Pierre Mazeaud et Nicolas Jaeger.

## Biographie
En 1957, il participe à la première ascension du Broad Peak (8 047 mètres), dans une équipe austro-allemande menée par Marcus Schmuck et incluant Hermann Buhl.
La même année, toujours avec Hermann Buhl, il tente l'ascension du Chogolisa (7 665 mètres). Ils ne peuvent atteindre le sommet, arrêtés par la tempête à 7 300 mètres d'altitude. Kurt Diemberger est la dernière personne à avoir vu son équipier, qui fit une chute mortelle à la descente lorsqu'une corniche céda sous ses pieds à 7 200 mètres.
En 1960, il réussit la première ascension du Dhaulagiri dans le cadre d'une expédition suisse dont il est le seul membre autrichien.
Le 4 septembre 1965, au cours d'une expédition germano-autrichienne, Kurt Diemberger, Herwig Handler et Fritz Lindner parviennent au sommet de l'éperon Nord du Tirich Mir,.
En 1967, Kurt Diemberger explore le massif de l'Hindou Kouch pour en effectuer une étude géologique. Il réalise à cette occasion le premier tour complet du Tirich Mir, en seize jours. Il en profite pour conquérir le 6 août 1967 avec l'Allemand Dietmar Proske le Tirich Mir Ouest I et le Tirich Mir Ouest IV par le versant nord. Il gravit également plusieurs autres sommets vierges,,.
En 1986, lors de l'expédition de sept grimpeurs autrichiens et britanniques menée par Alan Rouse sur le K2, il sera l'un des deux seuls survivants de l'expédition, lors de la tempête de neige qui anéantit le groupe, le 10 août 1986, six jours après avoir atteint le sommet de la montagne.
Kurt Diemberger continue ensuite à être actif dans le monde de l'alpinisme, préparant par exemple diverses expéditions de haute-montagne depuis la province chinoise du Xinjiang et travaillant à des projets cinématographiques sur la montagne, en compagnie de sa fille.
En 2013, il reçoit le Piolet d’or carrière, Prix Walter Bonatti.

## Œuvres
- De zéro à huit mille mètres, Paris, Éditions Albin Michel, 1974
- Collectif, Alpinisme moderne. Paris, Éditions Arthaud, coll. « Sempervivum » no 51, 1974. Chapitre écrit par Kurt Diemberger : « Progression sur la neige et la glace ». 231 pages.
- K2 : Rêve et destin (traduit de l'allemand par Martine Floch). Paris : Éditions Arthaud, 1992. 331 p.-[8]f. de pl., 24 cm  (ISBN 2700309995). Titre original : K2. Traum und Schicksal.
- K2 : Un défi aux confins du ciel. Paris : Éditions Gründ, 1995. 144 pages, 26 × 36 cm  (ISBN 270005458X). Titre original :
- Maria-Antonia Sironi-Diemberger, le Tibet (avant-propos de Kurt Diemberger, adaptation française de Bernadette Imbert et Valérie Julia). Paris, Éditions Gründ, 1999. 223 pages, 26 × 36 cm  (ISBN 2700024443).
- Roberto Mantovani, Everest, nouvelle édition du cinquantenaire (préface de Kurt Diemberger, traduit de l'talien par Marie-Paule Duverne). Paris, Éditions Gründ, coll. « Grand écran », 2003. 140 pages, 26 × 36 cm  (ISBN 2700054628). Itre original : Everest.
- The Endless Knot : K2, Mountain of Dreams and Destiny, 1991. Translated into English by Audrey Salkeld  (ISBN 0898863007)
- (liste incomplète)